# La Mojarra, Nayarit
La Mojarra är en ort i Mexiko.   Den ligger i kommunen Del Nayar och delstaten Nayarit, i den centrala delen av landet, 600 km nordväst om huvudstaden Mexico City. La Mojarra ligger 1 372 meter över havet och antalet invånare är 154.
Terrängen runt La Mojarra är varierad. Runt La Mojarra är det mycket glesbefolkat, med 5 invånare per kvadratkilometer. Närmaste större samhälle är San Miguel, 18,2 km öster om La Mojarra. I omgivningarna runt La Mojarra växer huvudsakligen savannskog.